# Gerhard Lamprecht
Gerhard Lamprecht (6 de outubro de 1897 — 4 de maio de 1974) foi um roteirista e diretor de cinema alemão. Ele dirigiu 63 filmes entre 1920 e 1958. Também escreveu os roteiros para 26 filmes entre 1918 e 1958. Ele era um membro do júri da oitava edição do Festival internacional de Cinema de Berlim.
Lamprecht nasceu e faleceu em Berlim, Alemanha